# Mälarbaden
Mälarbaden is een plaats in de gemeente Eskilstuna in het landschap Södermanland en de provincie Södermanlands län in Zweden. De plaats heeft 155 inwoners (2005) en een oppervlakte van 31 hectare.